# Centaurea graeca
Centaurea graeca — вид квіткових рослин айстрових (Asteraceae). Ареал: Албанія, Греція, Сербія, Косово, Північна Македонія.

## Середовище
Населяє кам'янисті схили.

## Морфологічна характеристика
Багаторічник 20–30 см заввишки, притиснуто сіро ворсиста. Листки шорсткі, перисто-розсічені, сегменти ланцетні, гостророзсічені, зубчасті, верхні листки вузькі, цілокраї. Квіткові голови довгасті. Квітки трояндові. Період цвітіння: весна, початок літа.